# Another Day
Another Day je druhé album norské muzikantky Lene Marlin.

## Seznam skladeb
1. „Another Day“
2. „Faces“
3. „You Weren't There“
4. „From This Day“
5. „Sorry“
6. „My Love“
7. „Whatever It Doesn't Take“
8. „Fight Against The Hours“
9. „Disguise (Incognito)“
10. „Story“